# Топоры (Житомирская область)
Топоры́ (укр. Топори) — село на Украине, находится в Ружинском районе Житомирской области.
Код КОАТУУ — 1825286301. Население по переписи 2001 года составляет 1109 человек. Почтовый индекс — 13652. Телефонный код — 4138. Занимает площадь 4,235 км².

## Адрес местного совета
13652, Житомирская область, Ружинский р-н, с. Топоры, ул. Ружинская, 82

## История
В XIX веке село Топоры было волостным центром Топоровской волости Сквирского уезда Киевской губернии. В селе была Богословская церковь.

## Известные уроженцы, жители
Александр Тихонович Бузинный (1889, Топоры — после 1930) — украинский литературовед, архивист, педагог.

## Инфраструктура
Личное подсобное хозяйство с зоной сельскохозяйственного использования, индивидуальная застройка усадебного типа.